# Svetovni pokal v smučarskih poletih 2017
Svetovni pokal v smučarskih poletih 2017 je bila uradno dvajseta sezona svetovnega pokala v smučarskih poletih nagrajena z malim globusom kot del iste sezone svetovnega pokala v smučarskih skokih.

## Koledar

### Moški
| Šte. | Sezona | Datum           | Kraj       | Letalnica                                  | Vel. | Zmagovalec   | Drugi             | Tretji              | Rumena majica | Ref.  |
| ---- | ------ | --------------- | ---------- | ------------------------------------------ | ---- | ------------ | ----------------- | ------------------- | ------------- | ----- |
| 111  | 1      | 4. februar 2017 | Oberstdorf | Heini-Klopfer-Skiflugschanze HS225 (nočna) | LE   | Stefan Kraft | Andreas Wellinger | Kamil Stoch         | Stefan Kraft  | [ 2 ] |
| 112  | 2      | 5. februar 2017 | Oberstdorf | Heini-Klopfer-Skiflugschanze HS225         | LE   | Stefan Kraft | Andreas Wellinger | Jurij Tepeš         | Stefan Kraft  | [ 3 ] |
| 113  | 3      | 19. marec 2017  | Vikersund  | Vikersundbakken HS225                      | LE   | Kamil Stoch  | Noriaki Kasai     | Michael Hayböck     | Stefan Kraft  | [ 4 ] |
| 114  | 4      | 24. marec 2017  | Planica    | Letalnica bratov Gorišek HS225             | LE   | Stefan Kraft | Andreas Wellinger | Markus Eisenbichler | Stefan Kraft  | [ 5 ] |
| 115  | 5      | 26. marec 2017  | Planica    | Letalnica bratov Gorišek HS225             | LE   | Stefan Kraft | Andreas Wellinger | Noriaki Kasai       | Stefan Kraft  | [ 6 ] |

### Ekipno
| Šte. | Sezona | Datum          | Kraj      | Letalnica                      | Vel. | Zmagovalec                                                                        | Drugi                                                                            | Tretji                                                                            | Rumena majica | Ref.  |
| ---- | ------ | -------------- | --------- | ------------------------------ | ---- | --------------------------------------------------------------------------------- | -------------------------------------------------------------------------------- | --------------------------------------------------------------------------------- | ------------- | ----- |
| 18   | 1      | 18. marec 2017 | Vikersund | Vikersundbakken HS225 (nočna)  | LE   | NorveškaDaniel-André Tande Robert Johansson Johann André Forfang Andreas Stjernen | PoljskaPiotr Żyła Dawid Kubacki Maciej Kot Kamil Stoch                           | AvstrijaMichael Hayböck · Manuel Fettner · Gregor Schlierenzauer · Stefan Kraft · | Avstrija      | [ 7 ] |
| 19   | 2      | 25. marec 2017 | Planica   | Letalnica bratov Gorišek HS225 | LE   | NorveškaRobert Johansson Johann André Forfang Anders Fannemel Andreas Stjernen    | NemčijaMarkus Eisenbichler · Richard Freitag · Karl Geiger · Andreas Wellinger · | PoljskaPiotr Żyła Dawid Kubacki Maciej Kot Kamil Stoch                            | Norveška      | [ 8 ] |

## Lestvica
| Uvr. | po 5 tekmah              | 04/02/2017 Oberstdorf | 05/02/2017 Oberstdorf | 19/03/2017 Vikersund | 24/03/2017 Planica | 26/03/2017 Planica | Skupaj |
| ---- | ------------------------ | --------------------- | --------------------- | -------------------- | ------------------ | ------------------ | ------ |
| 1    | Stefan Kraft             | 100                   | 100                   | 45                   | 100                | 100                | 445    |
| 2    | Andreas Wellinger        | 80                    | 80                    | 13                   | 80                 | 80                 | 333    |
| 3    | Kamil Stoch              | 60                    | 29                    | 100                  | 45                 | 45                 | 279    |
| 4    | Noriaki Kasai            | 18                    | 22                    | 80                   | 50                 | 60                 | 230    |
| 5    | Peter Prevc              | 40                    | 50                    | 40                   | 26                 | 40                 | 196    |
| 6    | Michael Hayböck          | 36                    | 26                    | 60                   | 40                 | 22                 | 184    |
| 7    | Markus Eisenbichler      | 32                    | 9                     | 0                    | 60                 | 50                 | 151    |
| 8    | Jurij Tepeš              | 11                    | 60                    | 36                   | 5                  | 32                 | 144    |
| 9    | Domen Prevc              | 45                    | 36                    | 32                   | 11                 | 14                 | 138    |
| 10   | Piotr Żyła               | 29                    | 32                    | 8                    | 36                 | 24                 | 129    |
| 11   | Daniel-André Tande       | 50                    | 50                    | 0                    | 20                 | DSQ                | 120    |
| 12   | Robert Johansson         | 4                     | 18                    | 26                   | 32                 | 36                 | 116    |
| 13   | Maciej Kot               | 13                    | 40                    | 18                   | 22                 | 18                 | 111    |
| 14   | Andreas Stjernen         | 16                    | 16                    | 29                   | 18                 | 20                 | 99     |
| 15   | Johann André Forfang     | DNS                   | DNS                   | 50                   | q                  | 29                 | 79     |
| 16   | Anders Fannemel          | DNS                   | DNS                   | 20                   | 29                 | 26                 | 75     |
| 17   | Richard Freitag          | 26                    | 24                    | 1                    | 6                  | 15                 | 72     |
| 18   | Daiki Ito                | DNS                   | DNS                   | 22                   | 24                 | 9                  | 55     |
|      | Karl Geiger              | 0                     | 8                     | 24                   | 15                 | 8                  | 55     |
|      | Jernej Damjan            | 20                    | 15                    | 4                    | 9                  | 7                  | 55     |
|      | Dawid Kubacki            | 3                     | 14                    | 14                   | 8                  | 16                 | 55     |
| 22   | Manuel Fettner           | 24                    | 3                     | 5                    | 7                  | 13                 | 52     |
| 23   | Jevgenij Klimov          | 14                    | 13                    | 0                    | 2                  | 12                 | 41     |
| 24   | Simon Ammann             | DNS                   | DNS                   | 15                   | 12                 | 10                 | 37     |
| 25   | Roman Koudelka           | DNS                   | DNS                   | 11                   | 14                 | 11                 | 36     |
| 26   | Anže Semenič             | DSQ                   | 11                    | 12                   | 10                 | DNS                | 33     |
| 27   | Jan Ziobro               | 22                    | 4                     | q                    | q                  | 3                  | 29     |
|      | Tomáš Vančura            | 6                     | 10                    | DNS                  | 13                 | DNS                | 29     |
| 29   | Kevin Bickner            | 7                     | 5                     | 16                   | q                  | DNS                | 28     |
| 30   | Vincent Descombes Sevoie | 2                     | 20                    | 0                    | 0                  | 5                  | 27     |
| 31   | Anže Lanišek             | 10                    | 0                     | 7                    | q                  | 6                  | 23     |
| 32   | Alex Insam               | DNS                   | DNS                   | 6                    | 16                 | DNS                | 22     |
| 33   | Denis Kornilov           | 5                     | 12                    | DNS                  | DNS                | DNS                | 17     |
| 34   | Dimitrij Vasiljev        | 15                    | q                     | DNS                  | DNS                | DNS                | 15     |
|      | Gregor Schlierenzauer    | 12                    | DNS                   | 3                    | DNS                | DNS                | 15     |
| 36   | Janne Ahonen             | 8                     | 6                     | DNS                  | DNS                | DNS                | 14     |
| 37   | Halvor Egner Granerud    | DNS                   | DNS                   | 10                   | q                  | DNS                | 10     |
| 38   | Viktor Polášek           | DNS                   | DNS                   | 9                    | q                  | DNS                | 9      |
|      | Andreas Wank             | 9                     | 0                     | 0                    | 0                  | DNS                | 9      |
| 40   | Taku Takeuchi            | DNS                   | DNS                   | q                    | 4                  | 4                  | 8      |
| 41   | Cene Prevc               | 0                     | 7                     | DNS                  | q                  | DNS                | 7      |
| 42   | Stephan Leyhe            | 0                     | 2                     | q                    | 0                  | 2                  | 4      |
| 43   | Sebastina Colloredo      | DNS                   | DNS                   | q                    | 3                  | DNS                | 3      |
|      | Stefan Huber             | DNS                   | DNS                   | 2                    | 1                  | DNS                | 3      |
| 45   | Kaarel Nurmsalu          | 0                     | 1                     | q                    | q                  | DNS                | 1      |
|      | Michael Glasder          | 1                     | 0                     | 0                    | q                  | DNS                | 1      |
| 47   | Pius Paschke             | 0                     | q                     | DNS                  | DNS                | DNS                | 0      |
|      | William Rhoads           | 0                     | 0                     | q                    | q                  | DNS                | 0      |
|      | Stefan Hula              | 0                     | 0                     | DNS                  | DNS                | DNS                | 0      |
|      | Rjoju Kobajaši           | 0                     | 0                     | q                    | 0                  | DNS                | 0      |
|      | Jan Matura               | 0                     | 0                     | q                    | q                  | DNS                | 0      |
|      | Džunširo Kobajaši        | 0                     | 0                     | q                    | q                  | DNS                | 0      |
|      | Philipp Aschenwald       | q                     | 0                     | DNS                  | DNS                | DNS                | 0      |
|      | MacKenzie Boyd-Clowes    | DSQ                   | 0                     | q                    | 0                  | DNS                | 0      |
|      | Markus Schiffner         | DNS                   | DNS                   | 0                    | q                  | DNS                | 0      |
|      | Joacim Ødegård Bjøreng   | DNS                   | DNS                   | 0                    | DNS                | DNS                | 0      |
|      | Jarkko Määttä            | DNS                   | DNS                   | 0                    | 0                  | DNS                | 0      |
|      | Gabriel Karlen           | DNS                   | DNS                   | 0                    | q                  | DNS                | 0      |
|      | Aleksej Romašov          | DNS                   | DNS                   | q                    | 0                  | DNS                | 0      |
|      | Mihail Nazarov           | DNS                   | DNS                   | q                    | 0                  | DNS                | 0      |
|      | Antti Aalto              | DNS                   | DNS                   | q                    | 0                  | DNS                | 0      |
|      | Tilen Bartol             | DNS                   | DNS                   | DNS                  | 0                  | DNS                | 0      |
|      | Ville Larinto            | DNS                   | DNS                   | DNS                  | 0                  | DNS                | 0      |

| Rank | po 7 tekmah | Points |
| ---- | ----------- | ------ |
| 1    | Norveška    | 1299   |
| 2    | Poljska     | 1253   |
| 3    | Avstrija    | 1249   |
| 4    | Nemčija     | 1144   |
| 5    | Slovenija   | 1046   |
| 6    | Japonska    | 593    |
| 7    | Češka       | 224    |
| 8    | ZDA         | 129    |
| 9    | Švica       | 87     |
| 10   | Rusija      | 73     |
| 11   | Italija     | 25     |
| 12   | Francija    | 27     |
| 13   | Finska      | 14     |
| 14   | Estonija    | 1      |
| 15   | Kanada      | 0      |